# Bacanius charriei
Bacanius charriei är en skalbaggsart som beskrevs av Yves Gomy 1978. Bacanius charriei ingår i släktet Bacanius och familjen stumpbaggar. Inga underarter finns listade i Catalogue of Life.